# Денні Гловер
Денні Гловер (англ. Danny Glover; нар. 22 липня 1946, Сан-Франциско, Каліфорнія, США) — американський кіноактор, продюсер та режисер.

## Життєпис
Народився Денні Гловер 22 липня 1946 року в Сан-Франциско, США, в сім'ї працівників пошти Керрі та Джеймса Гловерів. Денні, старший з п'яти дітей, з дитинства захоплювався спортом. Закінчив школу імені Джорджа Вашингтона (George Washington High School), потім рік провчився в міському коледжі Сан-Франциско, після чого вступив в Американський університет, після закінчення якого в 1968 році здобув ступінь бакалавра з економіки. Деякий час Гловер працював у міській адміністрації, але його вже тоді приваблювала акторська професія.
Закінчив коледж при університеті Сан-Франциско, Студію негритянських акторів при «American Conservatory Theatre». У кіно актор дебютував в 1979 році у фільмі «Втеча з Алькатраса». Відомий Гловер завдяки фільмам «Хижак 2» (1990), «Невдахи» (1991), «Барва пурпурова» (1985), «Сільверадо» (1985), знімався в популярних телефільмах, однак справжню славу йому принесла роль сержанта Мертоу з серіалу «Смертельна зброя» — перший фільм вийшов у 1987 році, а четвертий в 1998.
31 травня 1997 Гловер здобув ступінь доктора мистецтв в Університеті Сан-Франциско.
Наприкінці червня 2021 року американська Академія кінематографічних мистецтв і наук оголосила про нагороду актора почесним «Оскаром», спеціальна церемонія відбулася 15 січня 2022 року. 
Денні Гловер є прихильником Демократичної партії США, на виборах 2008 року він підтримував Барака Обаму. Актор дружить з кубинським лідером Фіделем Кастро. У березні 1998 року Денні Гловер був призначений послом доброї волі Програми розвитку ООН в Ефіопії.
Гловер одружений з 1975 року, має доньку.

## Вибіркова фільмографія

### Актор
- 1979 — Втеча з Алькатраса / Escape From Alcatraz
- 1984 — Крижана людина / Iceman
- 1985 — Свідок / Witness
- 1985 — Барва пурпурова / The Color Purple
- 1985 — Сільверадо / Silverado
- 1987 — Смертельна зброя / Lethal Weapon
- 1988 — Бет-21 / Bat*21
- 1989 — Смертельна зброя 2 / Lethal Weapon 2
- 1990 — Хижак 2 / Predator 2
- 1991 — Політ «Порушника» / Flight of the Intruder
- 1991 — Великий каньйон / Grand Canyon
- 1991 — Невдахи / Pure Luck
- 1992 — Смертельна зброя 3 / Lethal Weapon 3
- 1994 — Меверік / Maverick
- 1994 — Янголи на краю поля / Angels in the Outfield
- 1997 — На риболовлю / Gone Fishin'
- 1998 — Смертельна зброя 4 / Lethal Weapon 4
- 1998 — Мураха Антц / Antz
- 1998 — Принц Єгипту / The Prince of Egypt
- 2001 — Родина Тененбаумів / The Royal Tenenbaums
- 2004 — Пила: Гра на виживання / Saw
- 2004 — Чарівник Земномор'я / Legend of Earthsea
- 2006 — Роги та копита / Barnyard
- 2006 — Кудлатий тато / The Shaggy Dog
- 2007 — Стрілець / Shooter
- 2007 — Досягти Терри / Battle for Terra
- 2008 — Перемотка / Be Kind Rewind
- 2008 — Примарний експрес / Night Train
- 2010 — Альфа й Омега: Зубата братва / Alpha and Omega
- 2012 — Кастинг / Casting By
- 2012 — Спокутування гріхів / Sins Expiation
- 2014 — Круті чуваки / Bad Asses
- 2015 — Андрон / Andron
- 2016 — Хтивий дідусь / Dirty Grandpa
- 2016 — Автомонстри / Monster Trucks
- 2018 — Смертельні перегони 4 / Death Race: Beyond Anarchy
- 2019 — Мертві не вмирають / The Dead Don't Die
- 2019 — Джуманджі: Наступний рівень / Jumanji: The Next Level
- 2021 — Барабанщик / The Drummer
- TBA — Смертельна зброя 5 / Lethal Weapon 5

### Продюсер
- 1996 — Смертельний рейс / Deadly Voyage